# Probreviceps uluguruensis
Probreviceps uluguruensis es una especie de anfibio anuro de la familia Brevicipitidae. Se encuentra en Tanzania. Se encuentra amenazada de extinción por la pérdida de su hábitat natural.